# تاتار علیا
تاتار علیا، شهری از توابع بخش مرکزی شهرستان رامیان در استان گلستان است. این شهر در ۲۰ کیلومتری رامیان قرار دارد.

## جمعیت
بر اساس سرشماری سال ۱۳۸۵ جمعیت آن (۱۰۷۱خانوار) ۴۷۰۹نفر بوده‌است.

## مردم شناسی
اهالی این شهر را مردمان ترکمن و سیستانی تشکیل می دهند . اضافه بر این، مردمانی از اقوام دیگر چون  بلوچ، و کرد در این شهر ساکن هستند.
این شهر دارای هفت مسجد برای اهل سنت و دو مسجد برای اهل تشیع می‌باشد.
از طوایف بزرگ سیستانی که در این شهر سکونت دارند و اکثریت جمعیت تشیع را تشکیل می دهند طائفه پهلوان  می باشد که قبل از سال ۱۳۴۲ ه ش  به محل کوچ و ساکن شده اند و تعدادی پس از مدتی به سایر نقاط استان گلستان و تهران نقل مکان نموده اند